# 浅利ありさ
浅利 ありさ（あさり ありさ、1992年（平成4年）12月31日 - ）は、日本の熊本県を拠点に活動するローカルタレント。元熊本放送専属のラジオカーリポーター「ミミーキャスター」（48期）及びイベントコンパニオン。熊本市北区龍田出身。

## 略歴
熊本県を中心に活動するローカルタレント、すみママの第3子（次女）として出生。
熊本県立熊本工業高等学校在学中は同校野球部でマネージャーをつとめ、卒業後はシステム関連の一般企業に勤務していた。
その後、熊本市及び熊本城の「ゆるキャラ」である「ひごまる」と共に活動する「ひごまる隊」の隊員に転身。「ありさお姉さん」の愛称で親しまれ、2019年3月末の「卒業」迄活動。
「ひごまる隊」卒業後は、「浅利ありさ」名義でRKKラジオの専属ラジオカーリポーター「ミミーキャスター」に転じ、2019年6月から2022年5月末迄活動した。
「ミミーキャスター」在任中の2022年、結婚を発表。

## 人物・エピソード
- 身長148cm（先述）[2]と小柄である。
- 趣味は野球観戦、ピアノ演奏[2]、ダイビング等。特技はタイピング[2]等。
- 「アンテナ愛」[3][4]と評される程（特に無線通信に関連する）アンテナを好み[注釈 3]、「ミミーキャスター」在任中には度々そのSNS等[注釈 4]でもそれを話題にすることがあった一方、「ダジャレ節」[7]と評される程駄洒落を多用するという。
- ミミーキャスター時代の2021年4月21日、「とんでるワイド 大田黒浩一のきょうも元気!」で本多桃と共にリポートで訪れた先での中継終了直後、意識を失った男性がいる現場に遭遇、浅利は119番通報をすると共に胸骨圧迫を実施[8]した。一連の経緯はのちに熊本日日新聞の記事になっている[9]。

## 現在出演番組等

### ラジオ
RKKラジオ
- 田中洋平の『先生！最＆高』（ナイターオフ金曜21:00-21:30）
- 土曜だ!!江越だ!? - 「日産情報」リポーター[10]（2024年1月 - )

### テレビ
RKKテレビ
- からふる（不定期）

## 過去の出演番組等

### その他

#### コンパニオン
- ひごまる隊「ありさお姉さん」（ - 2019年）